# Laspaúles
Laspaúles là một đô thị trong tỉnh Huesca, Aragon, Tây Ban Nha. Theo điều tra dân số 2004 (INE), đô thị này có dân số là 277 người.